# Christl Cranz
Christl Cranz   (Brussel·les, 1 de juliol de 1914 - Steibis, 28 de setembre de 2004) va ser una esquiadora alpina alemanya que va dominar les competicions internacionals durant la dècada de 1930, quan guanyà dotze títols del Campionat del Món d'esquí alpí entre 1934 i 1939. El 1936, als Jocs Olímpics de Garmisch-Partenkirchen, guanyà la medalla d'or en la combinada del programa d'esquí alpí.
Nascuda a Brussel·les, era la germana gran de Rudolf Cranz. Amb l'esclat de la Primera Guerra Mundial, Cranz i la seva família van fugir de Bèlgica fins a Traifelberg, prop de Reutlingen, on va aprendre a esquiar. Posteriorment la família es va traslladar a Grindelwald i Friburg.
El 1943 es va casar amb Adolf Borchers. En finalitzar la Segona Guerra Mundial va ser arrestada per la seva col·laboració amb els nazis i es va veure obligada a fer treballs forçats durant onze mesos. Va fugir a la Zona d'Ocupació Estatunidenca el 1947. Més tard va fundar una escola d'esquí amb el seu marit, que va liderar fins a 1987.